# San Zeno di Montagna
San Zeno di Montagna é uma comuna italiana da região do Vêneto, província de Verona, com cerca de 1.243 habitantes. Estende-se por uma área de 28,25 km², tendo uma densidade populacional de 44 hab/km². Faz fronteira com Brenzone, Caprino Veronese, Costermano, Ferrara di Monte Baldo, Torri del Benaco.

## Demografia
| Variação demográfica do município entre 1861 e 2011                               |
|                                                                                   |
| Fonte: Istituto Nazionale di Statistica (ISTAT) - Elaboração gráfica da Wikipedia |